# Bend (Dakota du Sud)
 (août 2020).
Pour les articles homonymes, voir Bend (homonymie).
Bend est une communauté non constituée en municipalité située dans le comté de Meade, dans l’État du Dakota du Sud, aux États-Unis.